# Xã Kasota, Quận Le Sueur, Minnesota
Xã Kasota (tiếng Anh: Kasota Township) là một xã thuộc quận Le Sueur, tiểu bang Minnesota, Hoa Kỳ. Năm 2010, dân số của xã này là 1.581 người.